# Noel Rawsthorne
Pour les articles homonymes, voir Rawsthorne.
Noel Rawsthorne (24 décembre 1929 – 28 janvier 2019) est un organiste et compositeur britannique.

## Biographie
Christopher Noel Rawsthorne est l'élève de Fernando Germani en Italie, Harold Dawber au Royal Manchester College, et Marcel Dupré en France.  Il est organiste de la cathédrale de Liverpool de 1955 à 1980. Là, il compose de nombreuses œuvres chorales, telles que la Festive Eucharist (1978), qui est toujours chantée régulièrement dans les églises du diocèse anglican de Liverpool. Jusqu'en 1993, Rawsthorne est maître de conférences en musique au S. Katharine's College de Liverpool (aujourd'hui l'Université de Liverpool Hope).
Il obtient un doctorat honorifique en musique de l’Université de Liverpool. Sa collaboration avec le Royal Liverpool Philharmonic Orchestra inclut la supervision de la rénovation des orgues Rushworth et Dreaper au Philharmonic Hall et il entretenait de solides amitiés personnelles et professionnelles avec le 'Phil'.
Il a formé Ian Tracey, qui lui a succédé en tant que directeur musical de la cathédrale en 1980.
Les compositions et arrangements de Rawsthorne se retrouvent dans de nombreuses collections contemporaines de musique pour orgue. Son Hornpipe Humoresque est un amusant ensemble de variations sur le fameux Sailor's Hornpipe, dans le style de Bach (Concerto Brandebourgeois n ° 3, 1er mouvement), Antonio Vivaldi ("Printemps," 1er mouvement, tiré des Quatre Saisons ), Arne (Rule, Britannia!) et Widor (Toccata de la symphonie pour orgue nº5). Sans doute sa musique pour orgue la plus souvent jouée est son Aria en fa. L'organiste Gordon Stewart a enregistré un CD en 2012 de 21 morceaux de la musique pour orgue de Rawsthorne pour fêter le 83e anniversaire du compositeur, y compris de nombreux morceaux inédits au disque.

## Sources
- (en) Cet article est partiellement ou en totalité issu de l’article de Wikipédia en anglais intitulé « Noel Rawsthorne » (voir la liste des auteurs).